# HD 179949
HD 179949 (GJ 749) es una estrella en la constelación de Sagitario, visualmente situada a poco más de un grado de ψ Sagittarii. De magnitud aparente +6,25, apenas es observable a simple vista aunque sí es fácilmente visible usando binoculares. Se encuentra a 88 años luz de distancia del sistema solar.
En 2000 se anunció el descubrimiento de un planeta de tipo «Júpiter caliente» en torno a esta estrella.
HD 179949 es una estrella blanco-amarilla de tipo espectral F8V. Con una temperatura superficial de 6260 K, es unos 500 K más caliente que el Sol. También es algo más grande y más masiva; su radio es 1,2 veces más grande que el radio solar y su masa es 1,28 veces mayor.
Tiene una metalicidad —abundancia relativa de elementos más pesados que el helio— un 65% mayor que la del Sol ([Fe/H] = +0,22), estimándose su edad en 2050 millones de años.
Su contenido de berilio es semejante al solar pero su contenido de litio  (logє[Li] = 2,65) es notablemente superior.
La cromosfera de la estrella, observada en luz ultravioleta durante más de un año, muestra una mancha brillante producida por una gran tormenta magnética que se mueve al mismo ritmo que el planeta a través de su órbita. Se piensa que la mancha es producida por la interacción entre el campo magnético del planeta y la cromosfera de la estrella.
HD 179949 es miembro del supercúmulo de las Híades que, entre otras estrellas, incluye a κ Tucanae, ι Horologii, 50 Persei y 61 Piscium, todas ellas de características semejantes.

## Sistema planetario

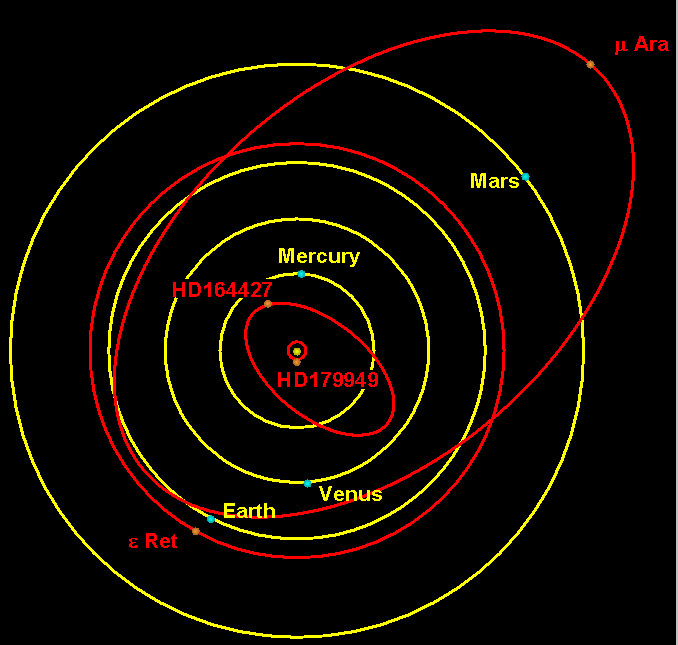
Sistema solar interior con las órbitas sobrepuestas de los planetas HD 179949 b, HD 164427 b, Épsilon Reticuli Ab y Mu Arae b.

En 2000 se dio a conocer la existencia de un planeta extrasolar (HD 179949 b) cuya masa mínima es 0,95 veces mayor que la de Júpiter. Se mueve en una órbita prácticamente circular a una distancia de 0,045 UA de la estrella, una novena parte de la existente entre Mercurio y el Sol. Es un planeta del tipo «Júpiter caliente» con un período orbital de poco más de 3 días.
| Acompañante (En orden desde la estrella) | Masa (MJ)     | Período orbital (días) | Semieje mayor (UA) | Excentricidad |
| ---------------------------------------- | ------------- | ---------------------- | ------------------ | ------------- |
| b                                        | > 0,95 ± 0,04 | 3,092514 ± 0,000032    | 0,045 ± 0,001      | 0,022 ± 0,014 |